# Ford SYNus
Ford SYNus — концепт-кар, виготовлений компанією Ford і створений іспанським дизайнером Хосе Парісом (зовнішній дизайн) і Джо Бейкером (інтер’єр). SYNus дебютував на Північноамериканському міжнародному автосалоні 2005 року.  
Незвичайна назва, яка вимовляється як «sin-you-ehs», походить від слів synthesis (синтез міцного зовнішнього вигляду та м’якого інтер’єру) та US, що означає Urban Sanctuary.  Його назва є омофоном від sinuous, що означає вигнутий або витончений.

## Дизайн
Дизайн імітує броненосця, оскільки він має міцний зовнішній вигляд і м’яку внутрішню частину. Armadillo була робочою назвою SYNus, але була відкинута, коли виявилося, що існує інший концепт-кар від Fiat з такою назвою. Інші виробничі назви включали "Ford Knox" і "Gorilla".
Конструкція трансмісії SYNus схожа на Ford Mondeo. Двигун — це 4-циліндровий дизельний двигун Duratorq TDCi з 16 клапанами та турбонаддувом, об’ємом 2,0 л, потужністю 134 кінські сили (100 кВт). SYNus має п'ятиступінчасту механічну коробку передач. Його колеса мають діаметр 18 дюймів. Він має сумісний з IEEE 802.11g концентратор бездротової локальної мережі . SYNus був розроблений для максимального забезпечення безпеки та черпає свою естетику від сучасних банківських сховищ.[джерело?] Скло та рама автомобіля куленепробивні. Він не має заднього скла, а натомість відображає відео на великому РК-моніторі, встановленому в задній частині салону автомобіля. Крім того, у «режимі блокування» сталеві жалюзі закриваються навколо переднього лобового скла, вікон і зовнішнього освітлення.
Автомобіль також, як згадувалося раніше, є "міським святилищем". У «режимі блокування» сидіння автомобіля можна налаштувати так, щоб вони були повернуті назад, щоб дивитися фільми або відпочивати в метушливому міському житті. У цьому сенсі автомобіль можна використовувати, щоб закрити зовнішній світ. 